# Thug Life
Thug Life foi originalmente um movimento social e desvinculado de ONG's, criado pelo rapper Tupac com intuito de diminuir as mortes banais e a violência nas áreas pobres e favelas dos EUA. Tal movimento tinha por objetivo recomendar os "thugs" ou bandidos, sobre o que poderia e o que não poderia ser feito nas comunidades, como: não poderia haver mortes banais, sequestros ou venda de crack a crianças e moradores das comunidades. Isso diminuiu drasticamente o número de assassinatos nas áreas mais violentas e gerou ódio por parte do governo norte-americano.
O movimento era constituído por uma espécie de "10 mandamentos" dos membros de gangue. Desta maneira Tupac se denominava uma "ameaça à sociedade" em referência ao governo norte-americano, por conseguir diagnosticar problemas sociais e ter apoio da comunidade desfavorecida norte-americana, coisa que o governo não conseguia.
O nome "Thug Life" também foi utilizado para formar um grupo composto pelo rapper e seus amigos, Syke, Macadoshis, The Rathed R, e seu irmão por parte de pai Mopre. O grupo tem apenas um disco gravado, o Thug Life Volume 1, que foi lançado em 26 de setembro de 1994 e chegou a conquistar disco de ouro, mas em 30 de outubro de 1994 Tupac Shakur foi assaltado e baleado. Logo em seguida, em 14 de fevereiro de 1995, foi acusado e condenado por assédio sexual (acusação que negou até sua morte).

## Origem e significado
Em meados de 1992, Tupac reuniu membros rivais dos Crips e Bloods para assinar o Código da Thug Life, evento que ficou conhecido como Truc Picnic que ocorreu na Califórnia. O código foi escrito por Pac e seu padrasto Mutulu Shakur, e com a ajuda de outros membros de gangue
A palavra Thug Life em tradução livre significa Vida Bandida, entretanto a sigla em inglês ganhou um significado mais profundo no movimento, as palavras "Thug" e "Life" eram formadas por letras iniciais de palavras que formavam frases de protesto.
A letra T é a inicial da palavra "The", o H é a inicial de "Hate", o U cuja pronúncia em inglês é exatamente idêntica a palavra "You", o G de "Give" , o L de "Lil'" que é o diminutivo de "Little", o I de "Infants", o F de "Fuck" e o E de "Everyone".
Formando assim a frase: "The Hate U Give Lil’ Infants Fucks Everyone" tradução ao português:"O ódio que você passa para as crianças fode todo mundo".

## O Código T.H.U.G. L.I.F.E
O Código Thug Life é representado por 26 mandamentos, que são uma espécie de código de ética entre membros de gangue.
Gangues de Watts, Compton e de várias outras cidades com altos índices de violência concordaram em usar o Código Thug Life.
Vários bairros dominados por gangues funcionavam por dentro do código e apesar dos índices de violência e mortalidade estarem aumentando, nos bairros que aderiram ao tratado não há índices relevantes de tiroteios em escolas, festas ou atuação de crianças em gangues.
Porém analistas de criminalística e jornalistas sugerem que o código Thug Life tenha sido esquecido, mas esses analistas não observam o fato desses crimes que vão contra o código acontecerem somente em locais fora de Los Angeles (local onde se concentra a maior parte das gangues) e longe de territórios dominados pelos Crips e Bloods (principais -senão os únicos adeptos do tratado).